# Сдобниковская волость
Сдобниковская (Здобниковская) волость — упразднённая административно-территориальная единица, существовавшая в составе 3-го стана Фатежского уезда Курской губернии. 
Административным центром была деревня Старое Сдобниково.

## География
Занимала южную и юго-западную часть уезда. Граничила с Дмитриевским и Льговским уездами. Территория волости неоднократно менялась.
В настоящее время территория бывшей волости разделена между Фатежским, Курчатовским и Октябрьским районами Курской области.

## История
Образована в 1810-е годы как казённая волость для управления населявшими её однодворцами. К 1861 году была упразднена. Восстановлена к 1877 году. В Сдобниковской и Нижнереутской волостях был самый высокий по уезду процент грамотных крестьян и занимающихся отходничеством. К началу XX века в волости находились 3 полицейских участка, 4 земских начала (сельских управлений), были 2 судебных пристава, полицейский урядник, 4 медицинских учреждения. После Октябрьской революции 1917 года на территории волости начали образовываться сельсоветы. 24 сентября 1918 года был создан Сдобниковский волостной исполнительный комитет РКП(б). Сдобниковская волость была упразднена в 1924 году в ходе укрупнения волостей. Её территория вошла в состав Алисовской волости Курского уезда.

## Состав волости
В начале XX века волость включала в себя 40 селений:
| №  | Населённый пункт          | Тип населённого пункта |
| -- | ------------------------- | ---------------------- |
| 1  | Архангельское (Кореневка) | село                   |
| 2  | Никольское (Амелино)      | село                   |
| 3  | Покровское (Алисово)      | село                   |
| 4  | Троицкое на Прутах        | село                   |
| 5  | Алябьева                  | деревня                |
| 6  | Богдановка                | деревня                |
| 7  | Болваново                 | деревня                |
| 8  | Большая Агаркова          | деревня                |
| 9  | Головинка                 | деревня                |
| 10 | Дюмина                    | деревня                |
| 11 | Кобелева                  | деревня                |
| 12 | Корелая                   | деревня                |
| 13 | Кореневка                 | деревня                |
| 14 | Косинова                  | деревня                |
| 15 | Костина                   | деревня                |
| 16 | Кромская (Баево)          | деревня                |
| 17 | Малая Агаркова            | деревня                |
| 18 | Мелешинка                 | деревня                |
| 19 | Мухино                    | деревня                |
| 20 | Нижняя Агаркова           | деревня                |
| 21 | Пенькова                  | деревня                |
| 22 | Поздняково                | деревня                |
| 23 | Провоторова               | деревня                |
| 24 | Рудка                     | деревня                |
| 25 | Сдобниково                | деревня                |
| 26 | Соколова                  | деревня                |
| 27 | Соломино                  | деревня                |
| 28 | Старое Сдобниково         | деревня                |
| 29 | Стоянова                  | деревня                |
| 30 | Сухая Рогозинка           | деревня                |
| 31 | Филиппова                 | деревня                |
| 32 | Хлынино                   | деревня                |
| 33 | Чёрный Колодезь           | деревня                |
| 34 | Ширкова                   | деревня                |
| 35 | Шуклино                   | деревня                |
| 36 | Якшина                    | деревня                |
| 37 | Андреевское               | сельцо                 |
| 38 | Мармыжи                   | сельцо                 |
| 39 | Николаевка                | сельцо                 |
| 40 | Хворостово                | сельцо                 |

## Волостные старшины
Список неполный:
- Григорий Николаевич Кореневский (1 января 1891 года — после 1909 года)[2]
- Семён Петрович Пеньков (1916 год)[3]